# Live at the Marquee (альбом Гэри Мура)
Live at the Marquee — концертный альбом ирландского гитариста и певца Гэри Мура.

## Об альбоме
Альбом представляет собой запись концертов, записанных в лондонском клубе «Марки» 5 и 6 ноября 1980 года. На концертах были исполнены песни с сольного альбома Мура Back on the Streets, а также пластинки его группы G-Force. Состав, обозначенный как «Гари Мур и друзья», включал в себя таких музыкантов, как вокалист Кенни Дрисколл, бас-гитарист Энди Пил, клавишник Дон Эйри и барабанщик Томми Олдридж.
По мнению Эдуардо Ривадавия (AllMusic), оценившего альбом на три звезды из пяти, пластинка выделяется «невероятной музыкальностью Мура и барабанщика Томми Олриджа». Высшей точкой выступления обозреватель назвал инструментальную композицию «Parisienne Walkways», «мелодию настолько прекрасную, что Мур сплагиатил её у самого себя через 12 лет, лишь слегка изменив, чтобы создать хитовую „Still Got the Blues“».

## Композиции (по изданию 2002 года)
1. «Back on the Streets» (Moore) — 5:29
2. «Run to Your Mama» (Moore) — 5:19
3. «Dancin'» (Moore/Nauseef/Dee/Newton) — 5:38
4. «She’s Got You» (Moore/Nauseef) — 7:12
5. «Parisienne Walkways» (instrumental version) (Moore/Lynott) — 7:45
6. «You» (Moore) — 4:28
7. «Nuclear Attack» (Moore) — 5:09
8. «Dallas Warhead» (Moore) — 9:58

## Синглы
- «Parisienne Walkways» — Япония (сентябрь 1983)
- «Nuclear Attack» — Британия (октябрь 1981)

## Состав
- Гэри Мур — гитара, вокал
- Кенни Дрисколл — бэк-вокал
- Дон Эйри — клавишные
- Энди Пайл — бас-гитара
- Томми Олдридж — ударные